# Бесэдер?
«Бесэдер?» (сокращённая (разговорная) форма выражения на иврите «hа-коль бэсэдэр» — «всё в порядке», со знаком вопроса в конце) — еженедельное литературно-художественное юмористическое издание, выходившее в Израиле с февраля 1991 по декабрь 2010 года. Первоначально входило в состав приложения «Пятница» газеты «Наша страна». После закрытия «Нашей страны» издание последовательно меняло «крышу», выходя как приложение к газетам «Время», «Новости недели» и «Вести».
Основатель, главный редактор и издатель еженедельника «Бесэдер? Для тех, кому ещё смешно» — Марк Галесник (выпускник Литературного института, факультет драматургии, автор пьесы «Одержимые» и ряда других пьес, идущих в различных театрах России, Германии и т.д.).
Состав авторов издания постоянно менялся. Среди наиболее известных авторов газеты были: Анатолий Лившиц, Дмитрий Зильбер, Михаил Шейтельман, Виталий Чирков, Михаил Сипер, Арсен Даниэль (художник-карикатурист), Михаил Алюков (художник-карикатурист), Лион Надель, А. Бухес (А. Авербух), Михаил Волков, Гвидон Ниточкин (Генрих Небольсин), Фред Адра (Фредерик Драчинский), Шауль Резник, Марьян Беленький, Б. Прусский, Роман Розенгурт.
Издание обладало высоким рейтингом среди сатирических и юмористических изданий на русском языке, причём не только в Израиле. Лауреат премии «Золотой Остап» 1994 года.
По оценке Михаила Жванецкого (данной им в интервью в Израиле), для него «Бесэдер?» — «пожалуй, лучшее русскоязычное юмористическое издание в мире».  Вместе с тем в самом Израиле издание неоднократно подвергалось резкой критике за «мещанский юмор» и за «соглашательскую» (по отношению к официальной государственной политике) позицию. С другой стороны, эта критика может быть охарактеризована как чрезмерно суровая, потому что еженедельник, выходивший на двух (реже на четырёх) страницах, никогда не претендовал на то, чтобы быть рупором политической сатиры, оставаясь все 20 лет своего существования юмористическим развлекательным изданием.
Заключительный номер журнала «Бесэдер?» вышел 2 декабря 2010 года. После этого журнал целиком переместился в Интернет, став полностью информационно-сатирическим порталом.